# Айдовщина
Айдовщина (словен. Ajdovščina) — місто на заході Словенії, центр общини Айдовщина, розташоване в долині Віпава (словен. Vipavska dolina). Висота над рівнем моря: 106,1 м.
Перша письмова згадка про Айдовщину датується приблизно 2000 роком до н.е., але місто стає більш популярним в 200 році до н.е. Хоча Айдовщина розташована за 20 кілометрів від кордону з Італією і з 1918 по 1945 рік була навіть частиною Італії, через сильні вітри в місцевій архітектурі не відчувається італійського елементу.
Основні галузі промисловості: текстиль, будівництво, продукти харчування, напої, меблі. Місто розташоване приблизно за 25 км від Адріатичного моря.